# Еколінгвістика
Еколінгвістика, або екологічна лінгвістика, виникла в 1990-х роках як нова парадигма лінгвістичних досліджень, що розширила соціолінгвістику, та взяла до уваги не лише соціальний контекст, у який вбудована мова, а й ширший екологічний контекст, включно з іншими видами та фізичним середовищем. 
Промова Майкла Геллідея 1990 року "Нові шляхи значення: виклик прикладній лінгвістиці"  часто вважається роботою, яка спонукала лінгвістів до розгляду екологічного контексту та наслідків мови. Серед інших завдань, виклик, який висунув Геллідей, полягав у тому, щоб зробити лінгвістику доречною до всеосяжних проблем сучасності, зокрема, до широкомасштабного руйнування екосистем . Основним прикладом, який навів Геллідей, було "економічне зростання". Він описує, як "незліченні тексти, що повторюються щодня по всьому світу, містять просте повідомлення: зростання - це добре. Багато краще, ніж мало, більше краще, ніж менше, велике краще, ніж маленьке, рости краще, ніж скорочуватися", що призводить до екологічно руйнівних наслідків.

## Огляд
З часу перших висловлювань Халлідея еколінгвістика розвивалася в кількох напрямках, із застосуванням низки лінгвістичних інструментів для дослідження мови в екологічному контексті. Міжнародна асоціація еколінгвістики визначає еколінгвістику так:
“Еколінгвістика досліджує роль мови у життєзабезпечувальних взаємодіях людини, інших видів і фізичного середовища. Першою метою є розробка лінгвістичних теорій, які розглядають людину не лише як частину суспільства, але й як частину більших екосистем, від яких залежить життя. Друга мета - показати, як лінгвістика може бути використана для вирішення основних екологічних проблем, від зміни клімату та втрати біорізноманіття до екологічної справедливості". 
Таким чином, “еко” еколінгвістики відповідає поняттю екології в буквальному розумінні співіснування організмів (включно з людиною) з іншими організмами та фізичним довкіллям. Цей сенс є спільним для інших екологічних гуманітарних дисциплін, таких як екокритика та екопсихологія.
Термін "еколінгвістика" також використовувався в метафоричному значенні “екологія”, наприклад, у "лінгвістичній екології", "комунікаційній екології" або "навчальній екології", що не включає розгляд інших видів або фізичного довкілля. Наразі це менш поширене явище.
Іншим аспектом еколінгвістики є мовне розмаїття та включення традиційних екологічних знань у місцеві мови. У 1996 році в книзі Девіда Абрама "Заклинання чуттєвого: сприйняття і мова у світі, більшому за людину" описано, як ширше довкілля (або "світ, більший за людину") формує мову в усних культурах, допомагає людям пристосуватися до навколишнього середовища і жити в ньому стійко. За словами Абрама, писемність поступово відчужувала людей у грамотних культурах від світу природи настільки, що "наш органічний зв'язок з місцевою землею був порушений через дедалі більшу взаємодію з нашими власними знаками". Оскільки панівні мови, такі як англійська, поширюються по всьому світові, знання про навколишнє середовище, закладені в місцевих культурах, втрачаються.
Існує дві основні сфери інтересу для еколінгвістики. Перший можна описати як «екологічний аналіз мови», а другий як «мовне та біологічне різноманіття».

## Екологічний аналіз мови
Екологічний аналіз мови спирається на широкий спектр лінгвістичних інструментів, зокрема критичний аналіз дискурсу, теорію фреймів, когнітивну лінгвістику, теорію ідентичності, риторику та системну функціональну граматику, щоб виявити глибинні світогляди або "історії, якими ми живемо". Історії, за якими ми живемо, - це когнітивні структури у свідомості окремих людей або всього суспільства (соціальне пізнання), які впливають на екокультурну ідентичність людей і на те, як люди ставляться одне до одного, інших тварин, рослин, лісів, річок і фізичного довкілля. Історії розглядаються з погляду екології з посиланням на екологічну концепцію (або екософію ) і оцінюються на предмет заохочення людей до захисту екосистем, від яких залежить життя, або заохочення поведінки, яка шкодить цим екосистемам. Еколінгвістика намагається змінити світ на краще, протидіючи деструктивним історіям і сприяючи пошуку нових корисних історій для життя . Історії, які еколінгвісти вважають деструктивними, пов'язані зі споживацтвом, необмеженим економічним зростанням, рекламою, інтенсивного землеробства, а також з тими, які представляють природу як машину або ресурс. Використовуючи "позитивний дискурс-аналіз", еколінгвістика також шукає нові історії, якими можна жити, досліджуючи тексти про природу, поезію, екологічну літературу та традиційні форми мови у всьому світі.
Ця форма аналізу почалася із застосування критичного дискурс-аналізу до текстів про екологію, щоб виявити приховані припущення та повідомлення і прокоментувати ефективність їх у досягненні екологічних цілей (напр. Harré та ін., 1999). Потім він розвинувся до аналізу будь-якого дискурсу, який має потенційні наслідки для майбутнього екосистем, наприклад, неоліберальної економіки, споживацтва, журналів про стиль життя, політики чи агробізнесу.  Когнітивний підхід і термін "історії, якими ми живемо" були введені Арраном Стіббе у 2015 році, з вісьмома видами історій: ідеологія, фреймінг, метафора, оцінка, ідентичність, переконання, виразність і стирання.  Підхід був оновлений у другому виданні "Еколінгвістика: мова, екологія та історії, якими ми живемо" у 2021 році.  У 2024 році підхід було розширено, і тепер він містить розгляд наративу, як однієї з найпотужніших форм екологічного переконання, у книзі Аррана Стіббе "Еконаратив: етика, екологія та пошук нових наративів, за якими ми живемо"3w. 

## Мовне та біологічне різноманіття
Мовне розмаїття є частиною еколінгвістики через взаємозв'язок між розмаїттям місцевих мов і біорізноманіттям. Цей зв'язок зумовлений культурною адаптацією до навколишнього середовища, яка закодована в місцевих мовах.  Сили глобалізації сприяють поширенню панівних мов (таких як англійська), які заступають місцеві мови (Nettle and Romaine 2000). Це призводить до втрати обох стійких місцевих культур, так і важливих традиційних екологічних знань, що містяться в їхніх мовах.  Еколінгвістичні дослідження спрямовані на захист як культурного розмаїття, так і мовного розмаїття, що його підтримує.  Програма ООН з навколишнього середовища описує, як саме:
"Біорізноманіття також охоплює культурне розмаїття людини, на яке можуть впливати ті самі чинники, що й на біорізноманіття, і яке впливає на розмаїття генів, інших видів та екосистем".
Неттл і Ромейн (2000:166) пишуть, що "делікатним тропічним середовищем, зокрема, потрібно керувати обережно і вміло. Саме корінні народи володіють відповідними практичними знаннями, оскільки вони успішно заробляють на життя в них протягом сотень поколінь. Значна частина цих детальних знань про місцеві екосистеми закодована в мові корінних народів і швидко втрачається".   Мюльгайслер стверджує, що »стрімке зменшення мовного різноманіття у світі повинно з побоюванням сприйматися тими, хто усвідомлює взаємозв'язок між мовним і біологічним різноманіттям". 
Загалом, мовне різноманіття є частиною еколінгвістики через взаємозв'язок між мовним і біологічним різноманіттям, а знання про природу, закладені в місцевих культурах, є сполучною ланкою між цими поняттями.

## Веб-сайти
Міжнародна еколінгвістична асоціація — це міжнародна мережа еколінгвістів. Сайт містить бібліографію, онлайн-журнал (Мова та Екологія) та інші ресурси. 
"Історії, якими ми живемо" — це безкоштовний онлайн-курс з еколінгвістики, розроблений Університетом Глостерширу та Міжнародною асоціацією еколінгвістики. 

## Дивіться також
- Біосеміотика
- Екокритика
- Екопсихологія
- Екосеміотика
- Екологічна комунікація
- Екологічні гуманітарні науки
- Юкіо Цуда (професор)
- Мовна політика
- Лінгвістична екологія
- Мовні права